# Bistecca alla palermitana

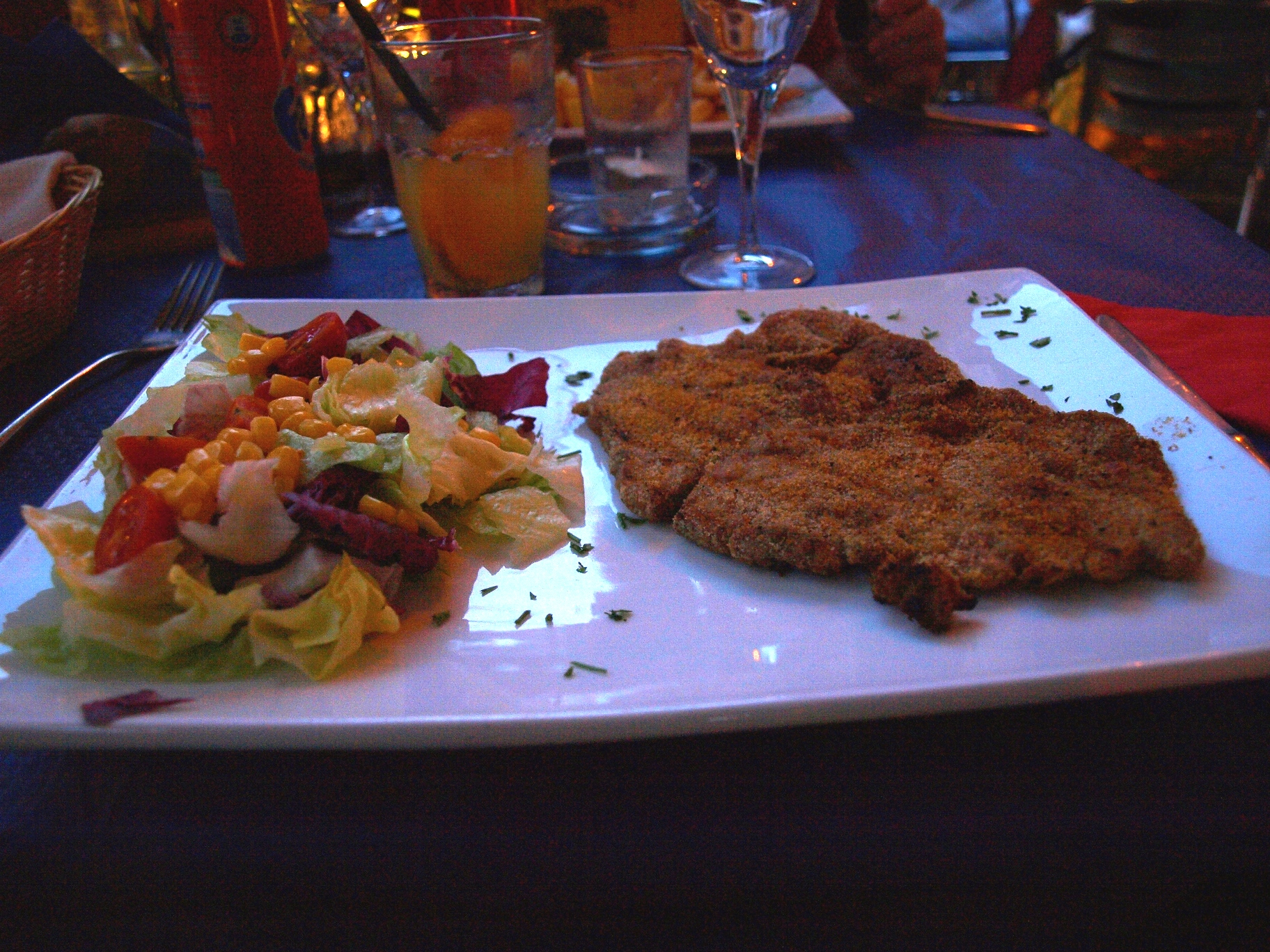
Bistecca alla palermitana

Bistecca alla palermitana é um prato típico da culinára da Sicília. Trata-se de um bife de vitela panado grelhado. Assim como no caso da Bistecca alla fiorentina, o nome "bistecca" se originou do termo inglês beaf steak. Em língua italiana, a designação "palermitana", presente no nome do prato, indica que este é típico da cidade de Palermo.
É preparado com carne de vitela, pão ralado, azeite, sal e pimenta.
A carne começa por ser submetida à ação de um maço, para ficar mais espalmada e tenra. Em seguida, é temperada com o sal e a pimenta e untada com o azeite. Depois, é passada pelo pão ralado, devendo ser premida com força, de forma a que aquele adira bem. Por fim, é grelhada, devendo ser voltada apenas uma vez.
O prato pode ser servido com rodelas de limão e com uma salada a acompanhar.